# Lee Rowley
Lee Benjamin Rowley (sinh ngày 11 tháng 9 năm 1980) là một chính khách của đảng Bảo thủ và cựu cố vấn quản lý đã được bầu làm Nghị sĩ cho North East Derbyshire tại cuộc tổng tuyển cử năm 2017. Đó là một lợi ích Bảo thủ đáng chú ý khi Rowley đánh bại Nghị sĩ Lao động Natascha Engel đang ngồi trong một ghế được đại diện bởi Đảng Lao động kể từ năm 1935.

## Đầu đời và sự nghiệp
Rowley được sinh ra trong Bệnh viện Scarsdale ở Chesterfield. Là con trai của một người bán sữa, anh lớn lên ở Chesterfield và học tại Trường Trung học St Mary's. Rowley trở thành thành viên đầu tiên trong gia đình theo học đại học năm 1999, khi ông giành được một Triển lãm để học Lịch sử Hiện đại tại Lincoln College, Oxford. Sau đó, ông đọc để lấy bằng thạc sĩ, cũng trong Lịch sử, tại Đại học Manchester.
Trước khi trở thành MP, Rowley làm việc trong các dịch vụ tài chính và tư vấn quản lý. Ông đã từng giữ các vị trí tại Barclays, KPMG, Santander và Co-op Insurance, nơi ông là Trưởng phòng Thay đổi tại thời điểm ông đắc cử vào Quốc hội. Rowley cũng đã đóng góp nghiên cứu về phúc lợi và nhà ở cho nhóm tư duy trung tâm, Trung tâm Công bằng Xã hội.

## Đời tư
Rowley là người đồng tính công khai. Trước khi đắc cử, ông làm Quản lý cấp cao cho một công ty bảo hiểm.